# Unterseeboot 701
L'Unterseeboot 701 ou U-701 est un sous-marin allemand (U-Boot) de type VIIC utilisé par la Kriegsmarine pendant la Seconde Guerre mondiale.
Le sous-marin est commandé le 9 octobre 1939 à Hambourg (H. C. Stülcken Sohn), sa quille posée le 3 mai 1940, il est lancé le 16 avril 1941 et mis en service le 16 juillet 1941, sous le commandement du Kapitänleutnant Horst Degen.
Il coule dans l'Atlantique Nord d'un bombardement par l'aviation américaine, en juillet 1942.

## Conception
Unterseeboot type VII, l'U-701 avait un déplacement de 769 tonnes en surface et 871 tonnes en plongée. Il avait une longueur totale de 67,10 m, un maître-bau de 6,20 m, une hauteur de 9,60 m et un tirant d'eau de 4,74 m. Le sous-marin était propulsé par deux hélices de 1,23 m, deux moteurs diesel Germaniawerft M6V 40/46 de 6 cylindres en ligne de 1 400 ch à 470 tr/min, produisant un total de 2 060 à 2 350 kW en surface et de deux moteurs électriques Garbe, Lahmeyer & Co. RP 137/c de 375 ch à 295 tr/min, produisant un total 550 kW, en plongée. Le sous-marin avait une vitesse en surface de 17,7 nœuds (32,8 km/h) et une vitesse de 7,6 nœuds (14,1 km/h) en plongée. Immergé, il avait un rayon d'action de 80 milles marins (150 km) à 4 nœuds (7,4 km/h ; 4,6 milles par heure) et pouvait atteindre une profondeur de 230 m. En surface son rayon d'action était de 8 500 milles nautiques (soit 15 700 km) à 10 nœuds (19 km/h).
L'U-701 était équipé de cinq tubes lance-torpilles de 53,3 cm (quatre montés à l'avant et un à l'arrière) qui contenait quatorze torpilles. Il était équipé d'un canon de 8,8 cm SK C/35 (220 coups) et d'un canon antiaérien de 20 mm Flak. Il pouvait transporter 26 mines TMA ou 39 mines TMB. Son équipage comprenait 4 officiers et 40 à 56 sous-mariniers.

## Historique
Il suit sa période d'entraînement élémentaire à la 3. Unterseebootsflottille jusqu'au 1er décembre 1941, puis rejoint son unité de combat dans cette même flottille.
Il quitte Kiel en Allemagne pour sa première patrouille sous les ordres du Kapitänleutnant Horst Degen le 27 décembre 1941. Deux jours plus tard lors d'une tempête, le Leutnant zur See Bernhard Weinischke passe par-dessus bord, devenant la dernière victime maritime allemande de l'année 1941. Le 6 janvier 1942 à 16 h 27, l'U-701 rencontre son premier succès lorsqu'il coule un navire marchand britannique en plein Atlantique. Après 45 jours et 1 navire coulé de 3 657 tonneaux, il rejoint la base sous-marine de Saint-Nazaire le 9 février 1941.
Sa deuxième patrouille se déroule du 28 février au 1er avril 1941, soit 35 jours. Il navigue à l'est de l'Islande et coule le 7, le 9 et le 11 mars, trois navires (dont deux navires de guerre auxiliaires) pour un total de 1 610 tonneaux. Il gagne son nouveau port d'attache, à Brest, qu'il atteint le 1er avril.
Le 19 mai, il quitte Brest pour rejoindre Lorient.

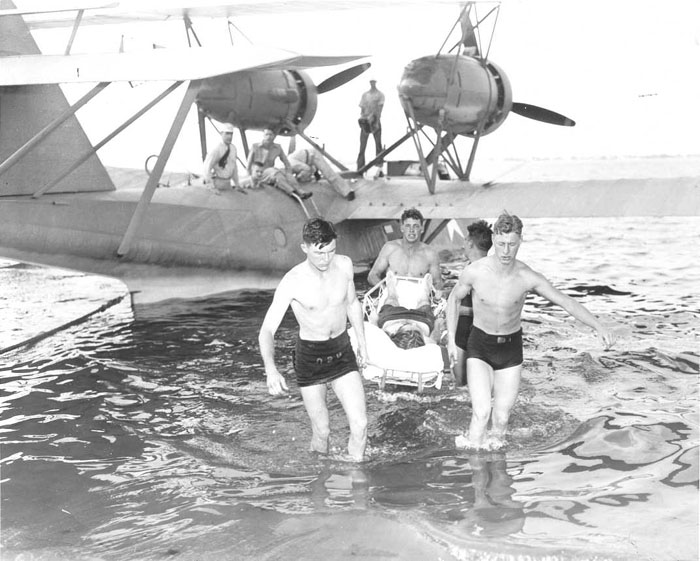
Prise en charge des survivants à Norfolk, le 9 juillet 1942.

Sa troisième patrouille commence le 20 mai 1942 au départ de Lorient. L'U-701 augmente ses résultats de 4 navires coulés pour un total de 21 786 tonneaux et 5 endommagés pour un total de 38 283 tonneaux, notamment en mouillant des mines le 11 juin 1942 au large de Virginia Beach, dans la Baie de Chesapeake. Il navigue aussi le long des côtes américaines faisant partie du dispositif du début de l'opération Paukenschlag, aussi appelé Second Happy Time ou opération Drumbeat en janvier 1942. C'est lors de cette opération qu'il coule le 7 juillet 1942 au large du cap Hatteras, à la position 34° 50′ N, 74° 55′ O, de deux charges de profondeurs d'un Hudson américain du 396 Sqdn de l'USAAF.
Dix-sept hommes d'équipage évacuent le bateau avant qu'il ne sombre. Ils sont secourus deux jours plus tard par la Garde Côtière américaine. Seuls 7 hommes sur les quarante-six sous-mariniers de son équipage sont sauvés.

## Épave

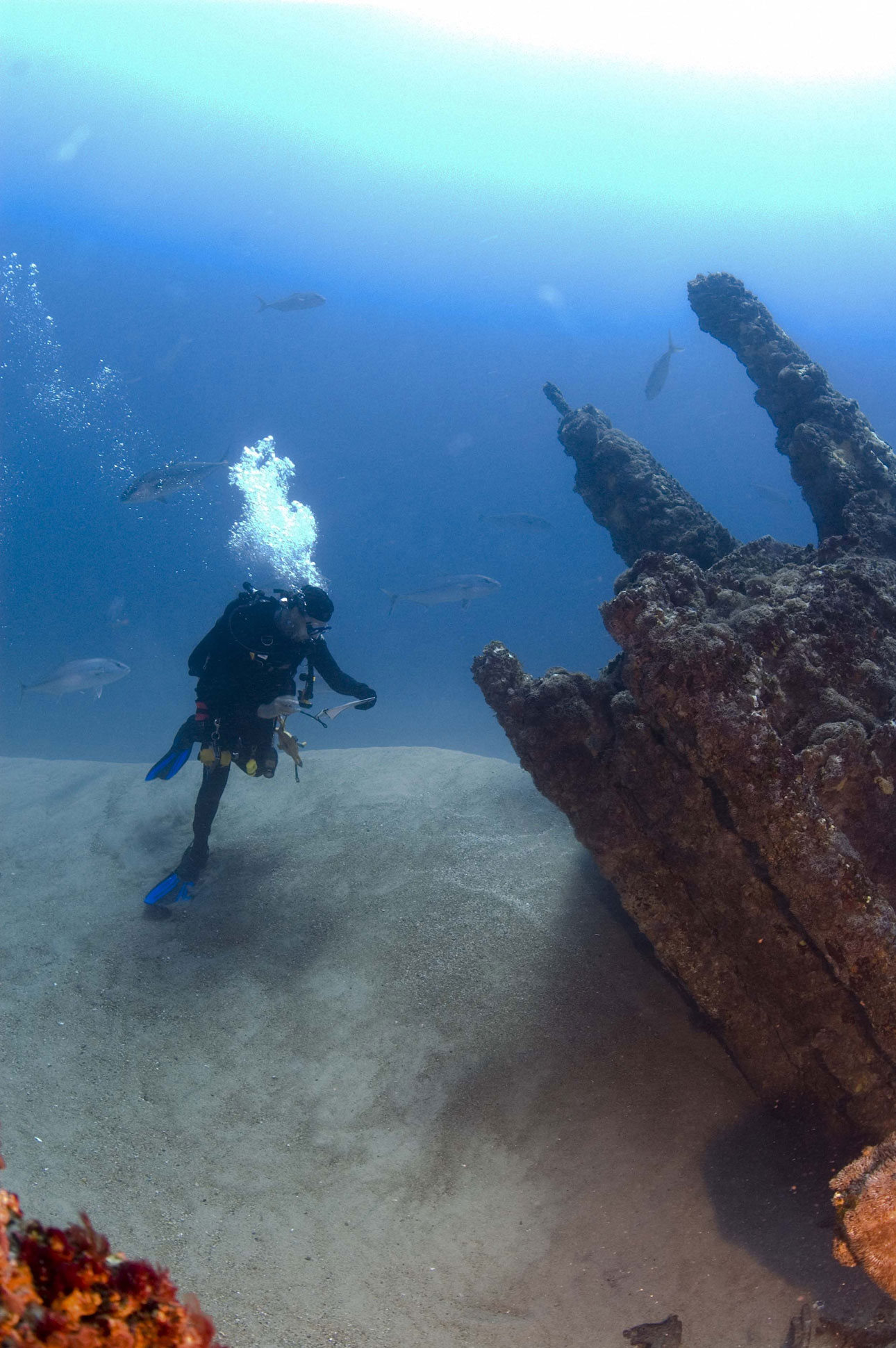
Plongée sur l'épave de lU-701 en 2008.

L'épave se trouve à 35 mètres (115 pieds) de profondeur, relativement bien conservée avec son canon de pont. La majorité des débris se trouve dans un rayon d'une centaine de mètres autour de l'épave. 
Elle est devenue un récif artificiel, fortement peuplé, notamment de Sérioles couronnées.
L'épave de l'U-701 a été découverte par Uwe Lovas dans les eaux côtières au large du cap Hatteras, en 1989. Son emplacement est resté secret pendant quinze années pour éviter les pillages et les dégradations.
Elle est un lieu rare de plongée auprès d'une épave d'U-Boot bien conservée, depuis 1942 sous l'eau au large de la côte est des États-Unis.
Précisée, la position géographique du navire est publique. Le site est inscrit au Registre national des lieux historiques depuis 2015.
L'épave a fait l'objet d'un documentaire sur la chaine National Geographic Channel au cours d'une plongée en 2011, nommé Hitler's Secret Attack on America (2013).

## Affectations
- 3. Unterseebootsflottille du 16 juillet 1941 au 1er décembre 1941 (Période de formation).
- 3. Unterseebootsflottille du 1er décembre 1941 au 7 juillet 1942 (Unité combattante).

## Commandement
- Kapitänleutnant Horst Degen du 16 juillet 1941 au 7 juillet 1942.

## Patrouilles
|       | Commandant         | Départ           | Départ      | Arrivée        | Arrivée     | Jours     | Succès   |
| ----- | ------------------ | ---------------- | ----------- | -------------- | ----------- | --------- | -------- |
| 1     | Kptlt. Horst Degen | 27 décembre 1941 | Kiel        | 9 février 1942 | St. Nazaire | 45 jours  | 3 657    |
| 2     | Kptlt. Horst Degen | 26 février 1942  | St. Nazaire | 1er avril 1942 | Brest       | 35 jours  | 1 610    |
|       | Kptlt. Horst Degen | 19 mai 1942      | Brest       | 20 mai 1942    | Lorient     | 2 jours   |          |
| 3     | Kptlt. Horst Degen | 20 mai 1942      | Lorient     | 7 juillet 1942 | Coulé       | 49 jours  | 60 072   |
| Total | Total              | Total            | Total       | Total          | Total       | 131 jours | 65 339 t |

Notes : Kptlt. = Kapitänleutnant

### OpérationsWolfpack
L'U-701 opéra avec les Rudeltaktik (meute de loups) durant sa carrière opérationnelle.
- Ziethen (6-22 janvier 1942)
- Westwall (2-12 mars 1942)
- York (12-26 mars 1942)

## Navires coulés
L'U-701 coula 5 navires marchands totalisant 25 390 tonneaux, 4 navires de guerre auxiliaires totalisant 1 666 tonneaux et endommagea 4 navires marchands totalisant 37 093 tonneaux ainsi qu'un navire guerre de 1 190 tonneaux au cours des 3 patrouilles (131 jours en mer) qu'il effectua.
| Date           | Nom                         | Nationalité | Tonnage | Convoi | Fait             | Localisation         |
| -------------- | --------------------------- | ----------- | ------- | ------ | ---------------- | -------------------- |
| 6 janvier 1942 | Baron Erskine               | Royaume-Uni | 3 657   | SC-62  | Coulé            | 57° 27′ N, 32° 36′ O |
| 6 mars 1942    | Rononia                     | Royaume-Uni | 213     | -      | Coulé            | 61° 03′ N, 13° 22′ O |
| 7 mars 1942    | Nyggjaberg                  | Îles Féroé  | 349     | -      | Coulé            | 63° 09′ N, 13° 22′ O |
| 9 mars 1942    | HMS Notts County            | Royal Navy  | 541     | -      | Coulé            | 63° 10′ N, 13° 16′ O |
| 11 mars 1942   | HMS Stella Capella          | Royal Navy  | 507     | -      | Coulé            | 64° 48′ N, 13° 20′ O |
| 15 juin 1942   | HMS Kingston Ceylonite      | Royal Navy  | 448     | KN-109 | Coulé (mine)     | 36° 52′ N, 75° 51′ O |
| 15 juin 1942   | USS Bainbridge (en)         | US Navy     | 1 190   | KN-109 | Endommagé (mine) | 36° 52′ N, 75° 51′ O |
| 15 juin 1942   | Robert C. Tuttle            | USA         | 11 615  | KN-109 | Endommagé (mine) | 36° 52′ N, 75° 51′ O |
| 15 juin 1942   | Esso Augusta                | USA         | 11 237  | KN-109 | Endommagé (mine) | 36° 52′ N, 75° 51′ O |
| 17 juin 1942   | Santore                     | USA         | 7 117   | KS-511 | Coulé (mine)     | 36° 52′ N, 75° 51′ O |
| 19 juin 1942   | USS YP-389 (en)             | US Navy     | 170     | -      | Coulé            | 34° 50′ N, 75° 20′ O |
| 26 juin 1942   | Tamesis                     | Norvège     | 7 256   | -      | Endommagé        | 34° 59′ N, 75° 41′ O |
| 27 juin 1942   | British Freedom             | Royaume-Uni | 6 985   | KS-514 | Endommagé        | 34° 45′ N, 75° 22′ O |
| 28 juin 1942   | SS William Rockefeller (en) | USA         | 14 054  | -      | Coulé            | 35° 07′ N, 75° 07′ O |